# Vivian McGrath
Vivian „Viv“ Erzerum Bede McGrath (* 17. Februar 1916; † 9. April 1978) war ein australischer Tennisspieler.
Sein größter Erfolg war der Gewinn der Australischen Tennismeisterschaften (heute: Australian Open) im Jahr 1937. Im Finale siegte er über John Bromwich mit 6:3, 1:6, 6:0, 2:6 und 6:1.
Im Doppel konnte er zusammen mit Jack Crawford 1935 bei den Australischen Tennismeisterschaften triumphieren.
McGrath war einer der ersten Tennisspieler, der die beidhändige Rückhand verwendete.